# Allt om handdatorer och smartphones
Allt om handdatorer och smartphones var en  tidskrift om handdatorer och smartphone, som under åren 2002 till 2004 gavs ut några gånger per år. Från början hette tidningen Allt om handdatorer, och var tänkt att innehålla tester på handdatorer från tidningen Mobil. Tidningen blev efterhand dock alltmer självständig, och fokus gled delvis över till smarta mobiler, s.k. smartphones.
Sedan tidningen slutade ges ut har aktiviteten tagits över av redaktionen för Mobil.